# Lambda Geminorum
Lamba Geminorum (λ Gem, λ Geminorum) är en stjärna av spektralklass A3 och 4:e magnituden i stjärnbilden Tvillingarna.

## Egenskaper
Lambda Geminorum är en stjärna som misstänkts vara variabel. Den har dock av allt att döma konstant ljusstyrka. Den har magnitud +12,4 (p) och ligger cirka 95 ljusår från solen. Den har en radie som är 2,8 gånger radien av solen och strålar med 27 gånger solens ljusstyrka. Den har en massa som är 2,1 gånger solens och är cirka 800 miljoner år gammal.